# Floragatan, Hjo

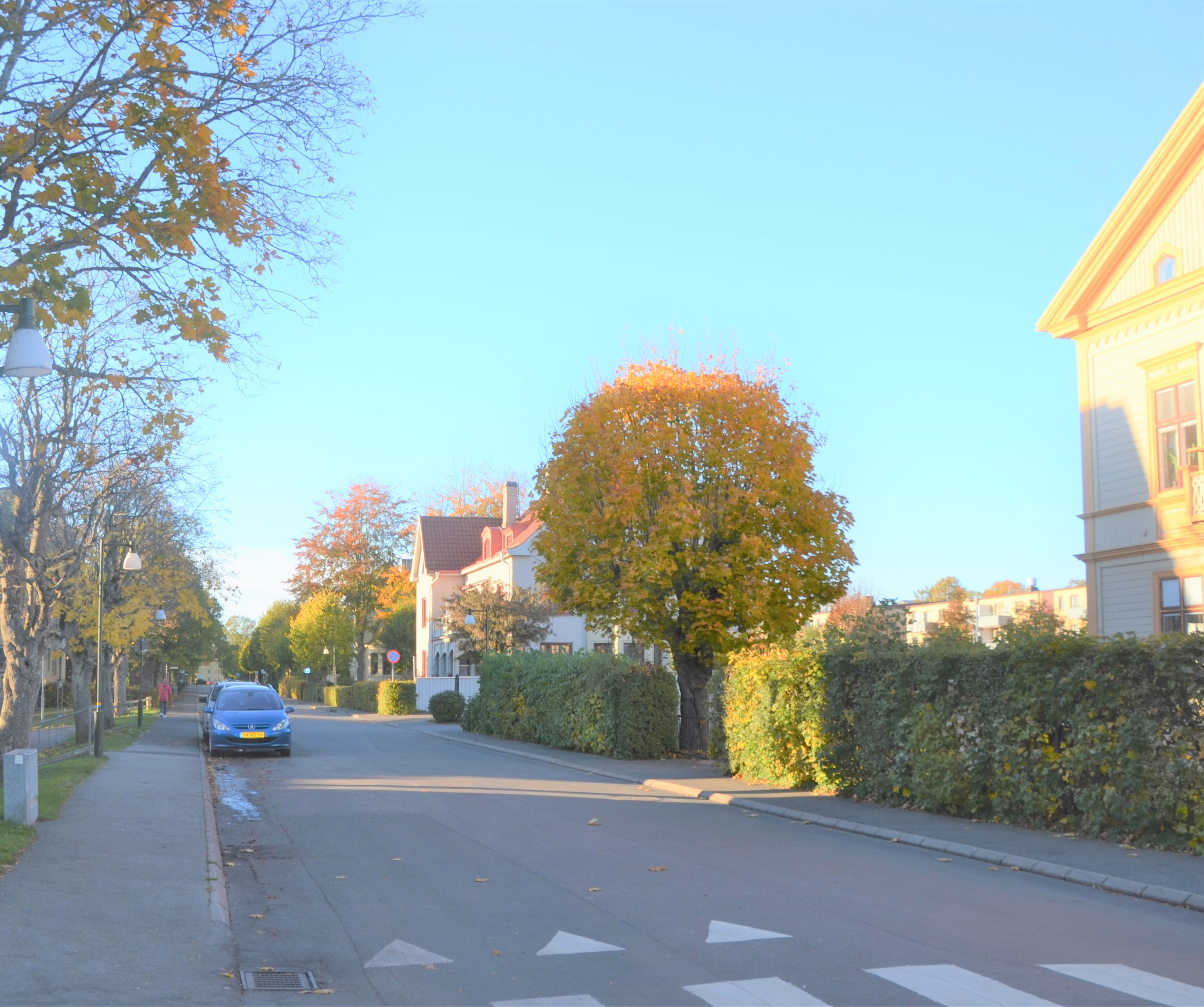
Floragatan västerut från Bangatan

Floragatan är en gata i Hjo, som anlades under andra hälften av 1800-talet som paradgata i Nya staden, eller Nysta'n. 
Vid mitten av 1800-talet planerades för en ny stadsdel norr om Hjoån. Åren 1851–1855 anlades Hjo hamn omedelbart norr om åmynningen, som fungerat som hamn sedan medeltiden. I ett icke antaget förslag till stadsplan 1846 visades planer på fyra stora kvarter i rutmönster, i stark kontrast med Gamla stadens oregelbundna gatu- och kvartersmönster. Efter stadfästandet 1855 av ett nytt stadsplaneförslag, började byggandet i den nya stadsdelen med Skolan för pedagogik (de lägsta klasserna i ett läroverk) 1862 i hörnet Hamngatan/Floragatan. Snett emot byggdes Hjo station för den 1873 invigda Hjo-Stenstorps Järnväg och nära denna, mot Vättern, Järnvägshotellet. På 1870-talet anlades också Hjo Vattenkuranstalt med ett antal byggnader och en stor park omedelbart norr om järnvägshotellet.
En ytterligare stadsplan från 1874, som tog hänsyn till byggnadsstadgan för rikets städer från samma år, omfattade en rutnätsplan med ett tjugotal kvadratiska kvarter om vardera fyra tomter, med breda och trädkantade gator. 
Först närmare sekelskiftet 1800/1900 började Nya staden bebyggas på allvar. Floragatan, som är den sydligaste gatan i Nya staden, började bebyggas först. Den löpte från den centrala piren i Hjos hamn i nordvästlig riktning fem kvarter förbi Hamngatans norra ända och Bangatan fram till vad som idag är Ringvägen, en sträcka på drygt en halv kilometer. Längs gatan finns bland ett antal patriciervillor i jugend från tidigt 1900-tal. Senare har Floragatan förlängts åt väster tre kvarter till Hammarsvägen vid Hjoåns dalgång

## Byggnader
| Namn                                      | Adress                               | Kvarter        | Beskrivning | Koordinater                                         | Bild |
| ----------------------------------------- | ------------------------------------ | -------------- | --- | --------------------------------------------------- | ---- |
| Tidigare Varuhuset Domus i Kvarteret Åran | Hamngatan 18                         | Kvarteret Åran | Kvarteret Åran byggdes 1964 som en envånings varuhall med restaurang för ett Domusvaruhus. | 58°18′11.7″N 14°17′29.2″Ö / 58.303250°N 14.291444°Ö |      |
| Hjo samrealskola                          | Bangatan 1 / Hamngatan               | Pedagogien 10  | Ett gult slätputsat tvåvåningshus från 1862, som var skolhus till 1964. Numera ihopbyggt med biblioteksgrannhuset och Medborgarhuset Park till Kulturkvarteret Pedagogien. | 58°18′13″N 14°17′26″Ö / 58.30361°N 14.29056°Ö}      |      |
| Hjo stadsbibliotek                        | Floragatan 1                         | Pedagogien 9   | Byggt 1988 som bibliotek. Numera del i Kulturkvarteret Pedagogien | 58°18′13.8″N 14°17′24.5″Ö / 58.303833°N 14.290139°Ö |      |
| Kulturkvarteret Pedagogien                | Floragatan 1 / Hamngatan             | Pedagogien 10  | Samrealskolan, bibliotekshuset och Medborgarhuset Park har under 2010-talet länkats samman och kompletterats med en låg entrébyggnad i glas och sten. | 58°18′12.2″N 14°17′25.7″Ö / 58.303389°N 14.290472°Ö |      |
|                                           | Bangatan 5A/ Floragatan 2            | Fenix 1        | Bostadshus uppfört på 1870-talet som Villa Vättern. | 58°18′14.3″N 14°17′27.4″Ö / 58.303972°N 14.290944°Ö |      |
|                                           | Floragatan 3                         | Katedern 1     | Tvåvåningsvilla ritad av Sven Ahlbom i utpräglad 1930-talsfunkis, uppförd 1939–1940. Ursprungligen innehöll villan både bostad och tandläkarmottagning. | 58°18′14.5″N 14°17′22.5″Ö / 58.304028°N 14.289583°Ö |      |
|                                           | Floragatan 4                         | Fenix 4        | Villa från 1900-talets början, med fasad av mexisten från 1970-talet. | 58°18′15.3″N 14°17′24″Ö / 58.304250°N 14.29000°Ö    |      |
| Villa Solhem                              | Floragatan 5                         | Måsen 2        | Pehr Hellbing (då Pehr Nilsson) i Göteborg ritade denna stora tvåvåningsvilla, som uppfördes 1908. Den utformades i en amerikanskinspirerad villastil med drag av shingle style. | 58°18′15″N 14°17′20″Ö / 58.30417°N 14.28889°Ö       |      |
|                                           | Floragatan 6                         | Viktoria 1     | Byggd 1908 i putsarkitektur med stildrag av jugend. | 58°18′16.2″N 14°17′21.2″Ö / 58.304500°N 14.289222°Ö |      |
|                                           | Floragatan 7                         | Måsen 3        | Stor villa uppförd i putsarkitektur 1906-1907 med drag av jugendstilen. Gårdshuset är delvis gemensamt med Måsen 2. | 58°18′16″N 14°17′18″Ö / 58.30444°N 14.28833°Ö;      |      |
| Villa Forssell                            | Floragatan 8                         | Viktoria 4     | Villa i en våning uppförd 1922 med stildrag av 1920-talsklassicism och svensk nationalromantik. Den ritades av Birger Jonson för Per Albert Forssell (1880–1954), som var ägare till Hjo Bryggeri. Tomten omfattar också ett uthus. Birger Jonson ritade också ett garage 1947. | 58°18′17.5″N 14°17′20″Ö / 58.304861°N 14.28889°Ö    |      |
| Settergrenska villan                      | Floragatan 9                         | Tärnan 1       | Vinkelbyggt bostadshus uppfört sent 1800-tal för distriktsveterinären Carl Settergren i detaljrik panelarkitektur. | 58°18′17″N 14°17′16″Ö / 58.30472°N 14.28778°Ö       |      |
|                                           | Floragatan 10 / Hertig Magnus gata 5 | Staren 7       | Stor och väl sammanhållen gårdsmiljö från ca 1890-1910 med två bostadshus, ett gårdshus samt lindar, lönn och en låg häck samt klotkrönta stenstolpar: Mycket stor villa uppförd ca 1910 i två våningar med vind. Den består av två parställda huskroppar förenade av en länga. Intill står ett mindre flerbostadshus uppfört sannolikt i slutet av 1800-talet i 1 1/2 våning. | 58°18′18″N 14°17′17″Ö / 58.30500°N 14.28806°Ö       |      |
|                                           | Floragatan 11                        | Tärnan 3       | Flerbostadshus i två våningar med vind och källare, uppfört 1961 efter ritningar av Olofsson Andersson Arkitektkontor i Skövde. | 58°18′18″N 14°17′13″Ö / 58.30500°N 14.28694°Ö;      |      |
|                                           | Floragatan 12                        | Staren 8       | Hörntomt med ett av Nya stadens största och mest påkostade bostadshus, uppfört i två våningar med vind ca 1900. Exteriören är utformad i en rikt artikulerad panelarkitektur med drag av nyrenässanssstilen, som arkitekten Frans Adolf Wahlström gärna använde sig av. Huset kännetecknas bl.a. av stor frontespis, fasad av gulmålad liggande fasspåntpanel, rikligt listverk i vitgrått, stora rundbågefönster på övervåningen, i gavlar rundbågar, på bottenvåningen stickbågefönster i grönt/vitt. Entré med glasad pardörr och överljus i grått. Uthuslänga från ca 1900 med gul liggande fasspåntpanel | 58°18′19″N 14°17′13.3″Ö / 58.30528°N 14.287028°Ö    |      |
|                                           | Floragatan 13                        | Svanen 10      | Stor tvåvåningsvilla uppförd mellan 1906 och 1912. | 58°18′18.8″N 14°17′10.7″Ö / 58.305222°N 14.286306°Ö |      |
|                                           | Floragatan 14 / Nygatan 5            | Trasten 1      | Gårdsmiljö från omkring 1890–1910 med två bostadshus och ett gårdshus. Den stora tvåvåningsvillan uppfördes omkring 1910. Den består av två förenade parställda huskroppar. Intill står ett mindre flerbostadshus, uppfört sannolikt i slutet av 1800-talet i 1 1/2 våning. | 58°18′20″N 14°17′11″Ö / 58.30556°N 14.28639°Ö;      |      |
|                                           | Floragatan 15                        | Svanen 9       | Stor villa, ritad av Erik Johansson i Tidaholm och uppförd 1924, med valmat brutet tak. | 58°18′19.3″N 14°17′07″Ö / 58.305361°N 14.28528°Ö    |      |
|                                           | Floragatan 16                        | Trasten 4      | Villa | 58°18′20.7″N 14°17′08.3″Ö / 58.305750°N 14.285639°Ö |      |
|                                           | Floragatan 17                        | Svanen 7       | Villa | 58°18′20.5″N 14°17′06″Ö / 58.305694°N 14.28500°Ö    |      |